# Fordville (Dakota del Norte)
Fordville es una ciudad ubicada en el condado de Walsh en el estado estadounidense de Dakota del Norte. En el censo de 2010 tenía una población de 212 habitantes y una densidad poblacional de 81,28 personas por km².

## Geografía
Fordville se encuentra ubicada en las coordenadas 48°13′00″N 97°47′44″O / 48.21667, -97.79556. Según la Oficina del Censo de los Estados Unidos, Fordville tiene una superficie total de 2.61 km², de la cual 2.61 km² corresponden a tierra firme y (0%) 0 km² es agua.

## Demografía
Según el censo de 2010, había 212 personas residiendo en Fordville. La densidad de población era de 81,28 hab./km². De los 212 habitantes, Fordville estaba compuesto por el 94.34% blancos, el 0% eran afroamericanos, el 0.47% eran amerindios, el 0.47% eran asiáticos, el 0% eran isleños del Pacífico, el 2.83% eran de otras razas y el 1.89% pertenecían a dos o más razas. Del total de la población el 7.55% eran hispanos o latinos de cualquier raza.